# 雙縮氨基硫脲
雙縮氨基硫脲（Bisthiosemicarbazone）是氨基脲和二酮之間的脫去反應之產物。它的結構式為H2NHC(=S)NN=C(R1)-R2-C(R3)=NNHC(=S)NH2。雙縮氨基硫脲中有一個縮胺脲的骨架，其中酮基的氧原子由硫原子代替。本品可與細胞中的銅及鐵結合，故而有抗病毒、抗瘧疾，及抗癌的特性。它也可能可以作爲遞送放射性同位素的配體，因其對於缺氧組織具有選擇性，特別是心臟及大腦。雙縮氨基硫脲鋅原子螯合後，也可作爲光學顯微鏡中的熒光劑。

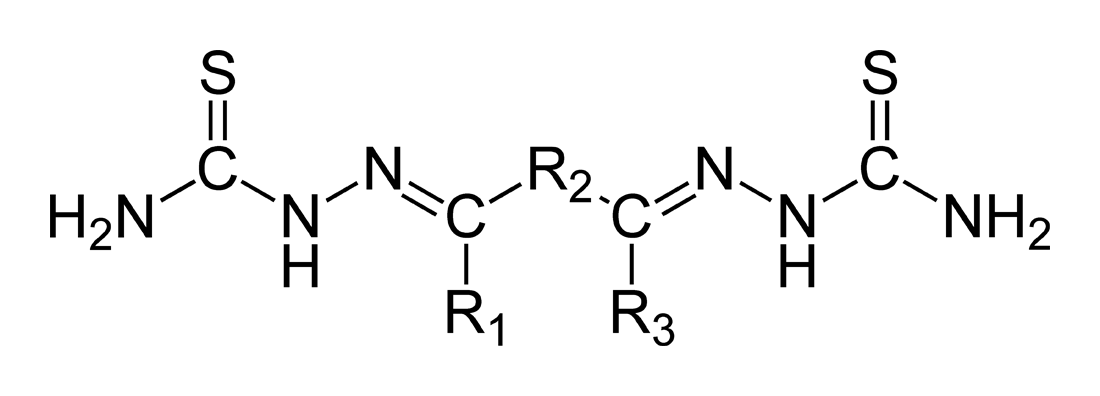
雙縮氨基硫脲的結構式